# Bobby Hackett
Robert Leo „Bobby” Hackett (Providence, 1915. január 13. vagy 1915. január 31. – Massachusetts, 1976. június 7.) amerikai dzsesszzenész.

## Pályafutása
Anyja kilenc gyermekének egyikeként született. Már gitáron és hegedűn játszott, amikor tizenkét éves korában kapott egy kornettet. Fellépett vele Rhode Island báltermeiben és egy kínai étteremben. 1932-ben volt első zenekari bemutatkozása. 1933-tól éveken át dolgozott Pee Wee Russellel, majd Eddie Condonnal. Az 1940-es évek elején – saját big bandjének kudarca és ajakproblémák miatt – anyagi nehézségekbe került. Glenn Miller segítette,  gitárosként bevette a zenekarába. Miután legyőzte egészségi problémáit, az 1940-es években főleg kornetten játszott, többek között Louis Armstronggal is.
Az 1930-as évek végén és az 1940-es évek elején trombitán, kornetten és gitáron játszott Glenn Miller és Benny Goodman együttesében.
Az 1950-es években rögzítette Jackie Gleason néhány fülbemászó albumát. Az 1970-es években George Weinnel és Dizzy Gillespievel turnézott Japánban és Európában. Saját szextettjében is játszott a Zoot Simsszel, és megalapította saját kiadóját.
A dzsessz történetének egyik legjelentősebb improvizátorának tartják. Pályafutása hat évtizede alatt minden stílusban otthonossá vált. A hagyományos New Orleansi dzsessztől a big bandek swingjén keresztül, az 1950-es évek slágerzenéjéig.
Sok zenei óriással lépett fel: Glenn Millerrel, Benny Goodmannel, Frank Sinatrával, Tony Bennettel. Hangszerhasználatának kifinomult hangszíne volt, improvizációi dallamosak, stílusa gyorsan felismerhető volt. Louis Armstrong egyedül őt tartotta magához mérhetőnek. Vezetőként, csapatemberként, vagy szólistaként megjelent művei egyaránt a népszerű zene történetének legfontosabb felvételei közé tartoznak.
Rendszeres vendége volt a „Colorado Jazz Parties”nek és a Cape Codi szállodáknak, ahol 1976-ban szívrohamban halt meg.

## Lemezek
- Soft Lights and Bobby Hackett (Capitol, 1954)
- In a Mellow Mood (Capitol, 1955)
- Coast Concert (Capitol, 1956)
- Gotham Jazz Scene (Capitol, 1957)
- Rendezvous (Capitol, 1957)
- Bobby Hackett At The Embers (Capitol, 1958)
- Don't Take Your Love from Me (Capitol, 1958)
- Jazz Ultimate (Capitol, 1958)
- The Bobby Hackett Quartet (Capitol, 1959)
- Blues with a Kick (Capitol, 1959)
- Hawaii Swings (Capitol, 1960)
- Dream Awhile (Columbia, 1960)
- The Most Beautiful Horn in the World (Columbia, 1962)
- Night Love (Columbia, 1962)
- Bobby Hackett Plays Henry Mancini (Epic, 1962)
- Plays the Music of Bert Kaempfert (Epic, 1964)
- Hello Louis!: Plays the Music of Louis Armstrong (Epic, 1964)
- Trumpets' Greatest Hits (Epic, 1965)
- Trumpet de Luxe (CBS, 1966)
- Creole Cookin (Verve, 1967)
- That Midnight Touch (Project 3, 1967)
- A Time for Love (Project 3, 1967)
- Bobby/Billy/Brazil (Verve, 1968)
- This Is My Bag (Project 3, 1969)
- Live at the Roosevelt Grill (Chiaroscuro, 1970)
- Bobby Hackett and Vic Dickenson at the Royal Box (Hyannisport, 1972)
- What a Wonderful World (Flying Dutchman, 1973)
- Strike Up the Band (Flying Dutchman, 1975)
- Live in New Orleans (Riff, 1976)
- Featuring Vic Dickenson at the Roosevelt Grill (Chiaroscuro, 1977)
- Tin Roof Blues (Honey Dew, 1977)
- Butterfly Airs Vol. 1 (Honey Dew, 1977)
- Jazz Session (CBS, 1980)

## Díjak
- 2012: Rhode Island Music Hall of Fame

## Filmek
- Bobby Hackett az IMDb-n